# Yorketown Airport
Yorketown Airport är en flygplats i Australien. Den ligger i kommunen Yorke Peninsula och delstaten South Australia, omkring 90 kilometer väster om delstatshuvudstaden Adelaide. Yorketown Airport ligger 40 meter över havet.
Runt Yorketown Airport är det mycket glesbefolkat, med 3 invånare per kvadratkilometer.. Närmaste större samhälle är Yorketown, nära Yorketown Airport. 
Trakten runt Yorketown Airport består till största delen av jordbruksmark. Genomsnittlig årsnederbörd är 719 millimeter. Den regnigaste månaden är juni, med i genomsnitt 144 mm nederbörd, och den torraste är januari, med 16 mm nederbörd.